# Mainfranken Theater Würzburg
Le Mainfranken Theater Würzburg est un théâtre de Wurtzbourg.

## Histoire
Le théâtre est fondé par Friedrich Julius Heinrich von Soden et ouvert le 3 août 1804 avec la pièce Stille Wasser sind tief. Auparavant on jouait au couvent Sainte-Anne, qui fut transformée en théâtre. Lors de la saison 1833-1834, Richard Wagner, âgé de 20 ans, est chef de la chorale. Sa petite-fille Katharina Wagner fait ici ses débuts en 2002 de metteuse en scène avec Der Fliegende Holländer. Les grands moments du théâtre sont la venue de Niccolò Paganini ainsi que de Richard Strauss qui dirige son opéra Ariadne auf Naxos en 1926.
Le bâtiment est complètement détruit dans le bombardement du 16 mars 1945. En 1966, le nouveau théâtre ouvre là où se trouvait la Ludwigsbahnhof.

## Directeurs
- 1988-1999 : Tebbe Harms Kleen
- 2004-2016 : Hermann Schneider
- 2016 : Markus Trabusch[1].